# Tir als Jocs Olímpics d'estiu de 1920 - Tir al cérvol, tret simple
La competició de tir al cérvol, tret simple va ser una de les vint-i-una proves del programa de Tir dels Jocs Olímpics d'Anvers de 1920. Es disputà el 27 de juliol de 1920 i hi van prendre part 12 tiradors procedents de 4 nacions diferents.

## Medallistes
| Or               | Plata              | Bronze              |
| Otto Olsen (NOR) | Alfred Swahn (SWE) | Harald Natvig (NOR) |

## Resultats
| Pos.   | Tirador            | Nació        | Punts | Desempat |
| ------ | ------------------ | ------------ | ----- | -------- |
| Or     | Otto Olsen         | Noruega      | 43    |          |
| Plata  | Alfred Swahn       | Suècia       | 41    | 20       |
| Bronze | Harald Natvig      | Noruega      | 41    | 19       |
| 4      | Yrjö Kolho         | Finlàndia    | 40    |          |
| 5      | Toivo Tikkanen     | Finlàndia    | 40    |          |
| 6      | Fredric Landelius  | Suècia       | 39    |          |
| 7      | Lawrence Nuesslein | Estats Units | 38    |          |
| 8      | Oscar Swahn        | Suècia       | 37    |          |
| -      | Willis Lee         | Estats Units | 33    |          |
| -      | Thomas Brown       | Estats Units | 33    |          |
| -      | Joseph Jackson     | Estats Units | 30    |          |
| -      | Lloyd Spooner      | Estats Units | 30    |          |